# Henk Hofland
Hendrik Johannes Adrianus (Henk) Hofland (Rotterdam, 20 juli 1927 – Amsterdam, 21 juni 2016) was een Nederlandse journalist, columnist, essayist, romancier en schrijver. Hij ontving de P.C. Hooft-prijs 2011 en werd in 1999 door zijn collega's uitgeroepen tot dé Nederlandse journalist van de twintigste eeuw. Hij schreef onder de naam H.J.A. Hofland, evenals onder de pseudoniemen S. (Samuel) Montag, K. van Hippel, H.W.S. Wuster en (eenmalig) Gronk.

## Biografie
Hofland werd geboren aan de Kralingse Kerklaan in Rotterdam. Hij was enig kind van Hendrik Johannes Hofland (1894-1979) en Engelina Wilhelmina Wessel (1895-1962). Zijn vader was marineofficier en later directeur van de Steenkolen Handels Vereeniging. Zijn lagereschooltijd bracht hij door op de Kralingse School. Als 12-jarige maakte hij het bombardement op Rotterdam van nabij mee. Twee schooljaren zat hij op het Rotterdamsch Lyceum en daarna op de Libanon hbs.
In september 1946 ging hij studeren aan het toen net opgerichte Nederlands Opleidingsinstituut voor het Buitenland, oftewel Nijenrode. De tweejarige studie maakte hij af. Hierna vervulde hij zijn militaire dienstplicht. In eerste instantie werd hij infanterist, op zijn verzoek huzaar en uiteindelijk huzaar eerste klas. Zijn eskadron zou uitgezonden worden naar Nederlands-Indië, maar omdat hij in de pers gelezen had over wandaden van het Nederlandse leger, bedankte hij ervoor uitgezonden te worden naar de Indonesische Onafhankelijkheidsoorlog. Om aan die verplichting te ontkomen, solliciteerde hij binnen het leger naar de functie van filmoperateur en in die hoedanigheid vertrok hij alsnog naar de Nederlandse kolonie. Hij is er wel altijd trots op gebleven dat hij het einde van de Nederlandse hegemonie aldaar aan den lijve heeft meegemaakt.
In 1950 verhuisde hij naar Amsterdam. Een studie politicologie aan de Universiteit van Amsterdam beëindigde hij voortijdig. Per 1 mei 1953 kwam hij in dienst bij de buitenlandredactie van het Algemeen Handelsblad. In 1956 deed hij in Hongarije verslag van de Russische inval. Hij hield er een nare bijsmaak aan over en was de rest van zijn leven anti-communistisch.

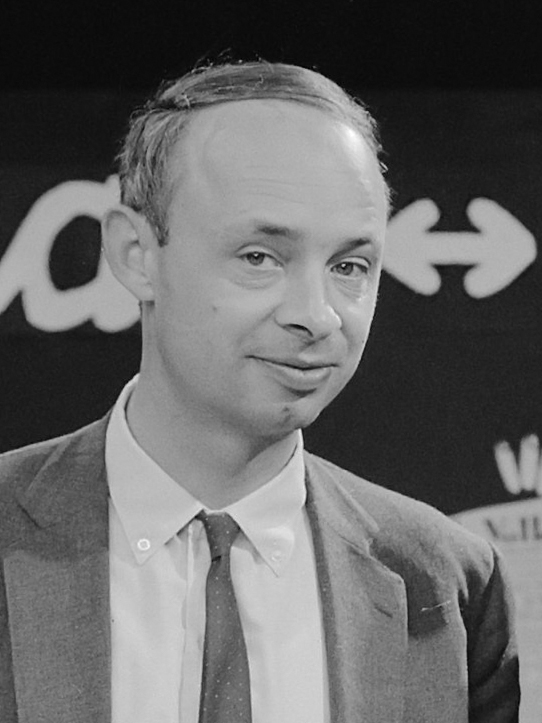
Henk Hofland (1964)

In de tweede helft van de jaren vijftig richtte Hofland met Jan Vrijman de stichting Telmo (Television and Motion Pictures) op. Deze stichting produceerde onder meer de documentaire Het wonder van Anne Frank over het ontstaan van Annes dagboek, die door de VPRO op televisie werd uitgezonden. Een belangrijke rol in deze documentaire werd vervuld door Otto Frank, de vader van Anne.
Hofland kreeg de leiding over het zaterdagse supplement van Algemeen Handelsblad, in 1964 werd hij er adjunct-hoofdredacteur en vier jaar later hoofdredacteur. Zijn vernieuwingen leidden tot een dusdanige teruggang in het abonnementenbestand, dat een fusie met de tot dezelfde uitgever behorende Nieuwe Rotterdamsche Courant onvermijdelijk was. De fusie werd op 1 oktober 1970 een feit en sindsdien moest hij het hoofdredacteurschap delen met drie anderen.
Jarenlang was Hofland bevriend met journalist Willem Oltmans. Aan die vriendschap kwam in januari 1972 een abrupt einde. Tijdens een feestje bij Oltmans waren naast Hofland en anderen ook Sovjet-diplomaten aanwezig. De eveneens aanwezige Telegraaf/De Courant Nieuws van de Dag-journalist Peter Zonneveld schoot foto's met een verborgen camera. Op een gepubliceerde opname waren behalve VARA-regisseur Anstadt ook deze diplomaten zichtbaar. Daarmee handelde hij in strijd met de kort daarvoor, in 1971, ingevoerde bepalingen in het Nederlands Wetboek van Strafrecht ter bescherming van de persoonlijke levenssfeer. Volgens Oltmans zaten de inlichtingendiensten er achter en had Hofland een aandeel in dat complot omdat hij op het feest Zonneveld aan hem had voorgesteld. De door De Telegraaf gepubliceerde foto's deden veel stof opwaaien en hadden grote gevolgen voor Hofland als hoofdredacteur; in die functie had hij het al moeilijk met een progressieve redactie contra een lezerspubliek dat over het algemeen conservatief was. Per 31 januari 1972 werd hij – formeel op eigen verzoek – ontslagen als hoofdredacteur. Hij bleef verbonden aan de krant als televisierecensent. Zijn bijdragen namen gaandeweg weer toe.
Hij bouwde als freelancer voor diverse media een reputatie op van respectabel politiek commentator, columnist en publicist, met veel aandacht voor de Verenigde Staten. New York beschouwde Hofland als zijn tweede stad. Jaarlijks verbleef hij daar meerdere malen in hetzelfde hotel. Hij verwerkte zijn waarnemingen in zijn columns. Ook van de ontwikkelingen in het Oostblok deed hij langere tijd verslag. Hij maakte diverse reizen door de toenmalige Oostbloklanden, nog voor de val van de Berlijnse Muur.
Tegels lichten of Ware verhalen over autoriteiten in het land der voldongen feiten uit 1972 werd zijn succesvolste publicatie en gaat over de naoorlogse Nederlandse binnenlandse politiek, over de dekolonisatie van Indonesië en Nieuw-Guinea en in het bijzonder over de 'schichtigheid van Nederlandse autoriteiten'. Hofland heeft zich in een tv-interview ooit bekend tot de 'anarcho-liberale gemeente' en betoonde zich in zijn politieke stukken een man van het niet-confessionele midden. Daarnaast was hij een waarnemer van mensen en een liefhebber van amateur-techniek, zoals die van de Zwitserse kunstenaar Jean Tinguely en de Nederlandse kunstenaar Theo Jansen. Hofland was vaste deelnemer aan het discussieprogramma van de VPRO-radio Welingelichte kringen.
In 1980 presenteerde Hofland een serie van vijf tv-programma's, waarin hij gesprekken voerde met meer of minder bekende Nederlanders, waaronder de historicus Loe de Jong. In de KRO-documentairereeks Profiel werd op 6 december 2006 een uitzending aan Hofland gewijd.
Op 21 juni 2016 overleed Hofland thuis in zijn slaap. Hij leed aan hartproblemen.

## S. Montag en ander werk
Zowel voor NRC Handelsblad als de De Groene Amsterdammer schreef hij een wekelijkse politieke column. Ook aan de cultuurbijlage van de NRC heeft hij bijgedragen. Bovendien schreef Hofland in deze krant elke zaterdag onder het pseudoniem S. Montag de column "Overpeinzingen". Zaterdag 23 mei 2009 werd zijn 1500e genoteerd, die verscheen in een aparte bijlage. In totaal schreef hij er 1845.
Van 2007 tot 2012 verzorgde Hofland om de aflevering een column voor het wekelijkse VPRO-geschiedenisprogramma OVT. Voor de in 2007-2009 lopende serie In Europa werd hij in hetzelfde radioprogramma veelal als ervaringsdeskundige geraadpleegd. Daarnaast werkte Hofland aan zijn autobiografie, althans memoires.

## Privé
Hofland was getrouwd, had twee zonen en vijf kleinkinderen.

## Prijzen en onderscheidingen
- 1961 · Anne Frank-prijs[8]
- 1992 · Audax-Columnistenprijs[9]
- 1996 · Gouden Ganzenveer[10]
- 1999 · Uitgeroepen tot Nederlands journalist van de twintigste eeuw[11]
- 1999 · Wolfert van Borselenpenning toegekend.
- 2001 · Eredoctoraat van de Universiteit van Maastricht (vanwege het feit dat Hofland op exemplarische wijze gestalte gaf aan 'het ideaal van een heldere, kritische reflectie op maatschappij, wetenschap en kunst').
- 2011 · P.C. Hooft-prijs[12]
- 2012 · Lofprijs der Nederlandse taal 2012

Sinds 2006 bestaat De Tegel, Nederlandse prijzen voor journalistiek, genoemd naar zijn boek uit 1972. In 2010 werd eenmalig de H.J.A.Hofland-tegel uitgereikt voor bijzondere journalistieke verdiensten.